# Ruidoso Downs
Ruidoso Downs és una població dels Estats Units a l'estat de Nou Mèxic. Segons el cens del 2000 tenia 1.824 habitants.

## Demografia
Segons el cens del 2000, Ruidoso Downs tenia 1.824 habitants, 680 habitatges, i 490 famílies. La densitat de població era de 330,6 habitants per km².
Dels 680 habitatges en un 39% hi vivien nens de menys de 18 anys, en un 48,8% hi vivien parelles casades, en un 17,4% dones solteres, i en un 27,8% no eren unitats familiars. En el 21,2% dels habitatges hi vivien persones soles el 5,1% de les quals corresponia a persones de 65 anys o més que vivien soles. El nombre mitjà de persones vivint en cada habitatge era de 2,68 i el nombre mitjà de persones que vivien en cada família era de 3,09.
Per edats la població es repartia de la següent manera: un 29,1% tenia menys de 18 anys, un 8,2% entre 18 i 24, un 28,6% entre 25 i 44, un 24,8% de 45 a 60 i un 9,4% 65 anys o més.
L'edat mediana era de 35 anys. Per cada 100 dones de 18 o més anys hi havia 92,4 homes.
La renda mediana per habitatge era de 29.375 $ i la renda mediana per família de 30.500 $. Els homes tenien una renda mediana de 22.000 $ mentre que les dones 17.623 $. La renda per capita de la població era de 12.144 $. Aproximadament el 17,4% de les famílies i el 20,6% de la població estaven per davall del llindar de pobresa.

## Poblacions més properes
El següent diagrama mostra les poblacions més properes.